# LFP Manager 2004
LFP Manager 2004 (Total Club Manager 2004) un jeu vidéo d'EA Sports de football dans lequel le joueur prend le rôle de l'entraîneur.

## Accueil
- Jeuxvideo.com : 16/20 (PC)[1] - 15/20 (PS2)[2]